# Бобин, Владимир Павлович
Владимир Павлович Бобин (28 марта 1858, Переяслав, Полтавская губерния или Российская империя — 11 ноября 1925, Харьков) — русский и советский медик; организатор здравоохранения и общественный деятель, почетный член Харьковского медицинского общества.

## Биография
Родился 28 марта 1858 года в Переяславе Киевской губернии в семье Павла Ивановича Бобина, окончившего Киевскую духовную академию и получившего ученую степень магистра богословия, который преподавал риторику и красноречие в Киеве. Семья происходила из запорожских казаков. Впоследствии вся семья переехала в Харьков.
Среднее образование Владимир получил в 3-й Харьковской гимназии. Затем окончил медицинский факультет Харьковского университета и первые годы по окончании вуза работал на кафедре общей патологии под руководством профессора И. Н. Оболенского. В ноябре 1884 года стал врачом-распорядителем лечебницы, а в дальнейшем и больницы Харьковского медицинского общества (ХМО). В течение последующих сорока трёх лет В. П. Бобин руководил этой больницей.
В 1892 году по его предложению в Харькове открыли отделение Санкт-Петербургского общества взаимопомощи. В 1910—1912 годах он, как руководитель строительной комиссии ХМО вместе с архитектором А. Н. Бекетовым, контролировал строительство «Дворца медицины», в котором располагался Харьковский научно-исследовательский институт микробиологии и иммунологии им. И. И. Мечникова (ныне Институт микробиологии и иммунологии имени И. И. Мечникова АМН Украины). Он был председателем попечительского совета Александровской больницы, добился выделения средств на строительство гинекологического корпуса и лично возглавил его строительство. В течение многих лет был школьным врачом 3-й Харьковской гимназии.
В ноябре 1884 года В. П. Бобин был избран постоянным врачом-распорядителем лечебницы ХМО. В сентябре 1885 года при лечебнице была открыта больница и Бобин участвовал в объединении деятельности лечебницы и больницы. Оба эти медицинские учреждения обсуживали население не только Харькова и Харьковской губернии, а фактически всей левобережной Украины и близлежащих губерний России.
В 1906 году медицинская общественность Харькова торжественно отмечала 25-летний юбилей врачебной деятельности Владимира Павловича, и в ноябре этого же года Харьковское медицинское общество на своем заседании постановило поместить портрет В. П. Бобина в зале заседаний.
После Октябрьской революции В. П. Бобин продолжал руководить лечебницей ХМО, преобразованной в 1923 году в больницу Харьковского протозойного института.
Умер в Харькове 11 ноября 1925 года после тяжелой болезни. Похоронен на городском 13-м кладбище.
Сын Бобин, Виктор Владимирович (1890—1973) также стал учёным-медиком.

## Память
- Владимиру Павловичу Бобину установлены мемориальные доски на фасаде здания |Институт микробиологии и иммунологии имени И. И. Мечникова АМН Украины (в знак признания его заслуг в строительстве этого здания), а также на здании больницы Харьковского медицинского общества по улице Пушкинской 14, где работал и одновременно жил В. П. Бобин[3].